# オト
マルクス・サルウィウス・オト（ラテン語: Marcus Salvius Otho, 32年 - 69年4月16日）は、ローマ帝国の皇帝（在位：69年1月15日 - 4月16日）。四皇帝の年の第2番目の皇帝。

## 経歴

### 出自・親族
オト家はエトルリア系の出身で、貴族階級に属したが、執政官を出したのはオトの父ルキウス・サルウィウス・オトをはじめとする。ルキウス・サルウィウス・オト・ティティアヌスは兄。なお、父ルキウスはティベリウス帝と親密な関係にあり、過度な愛情が注がれていた事とティベリウスとの物理的な類似性から、ルキウスはティベリウス帝の息子ではないかという噂につながった（噂の真偽は不明。ティベリウス帝と父ルキウスの親子関係を肯定するならば、オトと父と同名の兄ルキウス・サルウィウス・オト・ティティアヌスはティベリウス帝の孫、ティティアヌスがネルウァ帝の姉妹コッケイアとの間に儲けた息子で、オトの甥にあたるルキウス・サルウィウス・オト・コッケイアヌス（55年頃 - 96年）はティベリウス帝の曾孫にあたることになる。後にコッケイアヌスは叔父オトの誕生日を祝ったことでドミティアヌス帝によって処刑された。コッケイアヌスに妻子は確認できず、オトの血縁はコッケイアヌスの代で途絶えている）。
オトは皇帝ネロの第一の親友で、若い頃からの遊び仲間であった。ポッパエア・サビナの夫であったが、58年にネロがポッパエアとの結婚を望んだため離婚した。同じ年、ネロはオトをルシタニア（現在のポルトガル）総督とし、ローマから遠ざけた。総督として真面目に仕事に打ち込み、善政を敷いた。そのため属州民に人気があった。

### 皇帝就任
ガルバとは親戚関係にあり、その叛乱と即位を支持した。このためオトは、子のないガルバが後継者に自分を選ぶものと期待していたが、69年1月、ガルバはルキウス・カルプルニウス・ピソ・リキニアヌスを後継者に指名した。期待を裏切られたオトは、2人の暗殺を計画し、23人のプラエトリアニを買収した。ガルバがピソを後継者に指名してから5日後、2人は暗殺され、オトは帝位についた。

### 最期
しかし、ガルバの治世末期にゲルマニアで叛乱したアウルス・ウィテッリウスはこれを認めず、なお兵を挙げてローマに迫った。オトはドナウ川付近に駐留していた軍団を呼び戻すことを図るなどウィテッリウスに対抗を図ったものの、ウィテッリウスはクレモナ近くで、オトの軍を破った。まだ挽回の機会はあったものの、敗戦の報を受けたオトは自殺し、短い治世を終えた。後に歴史家タキトゥスは、きわめて早い段階で自死したことが市民間の流血を避けたとして、オトの死に様に高い評価を与えている。